# شركة تراست لإعادة الحلول

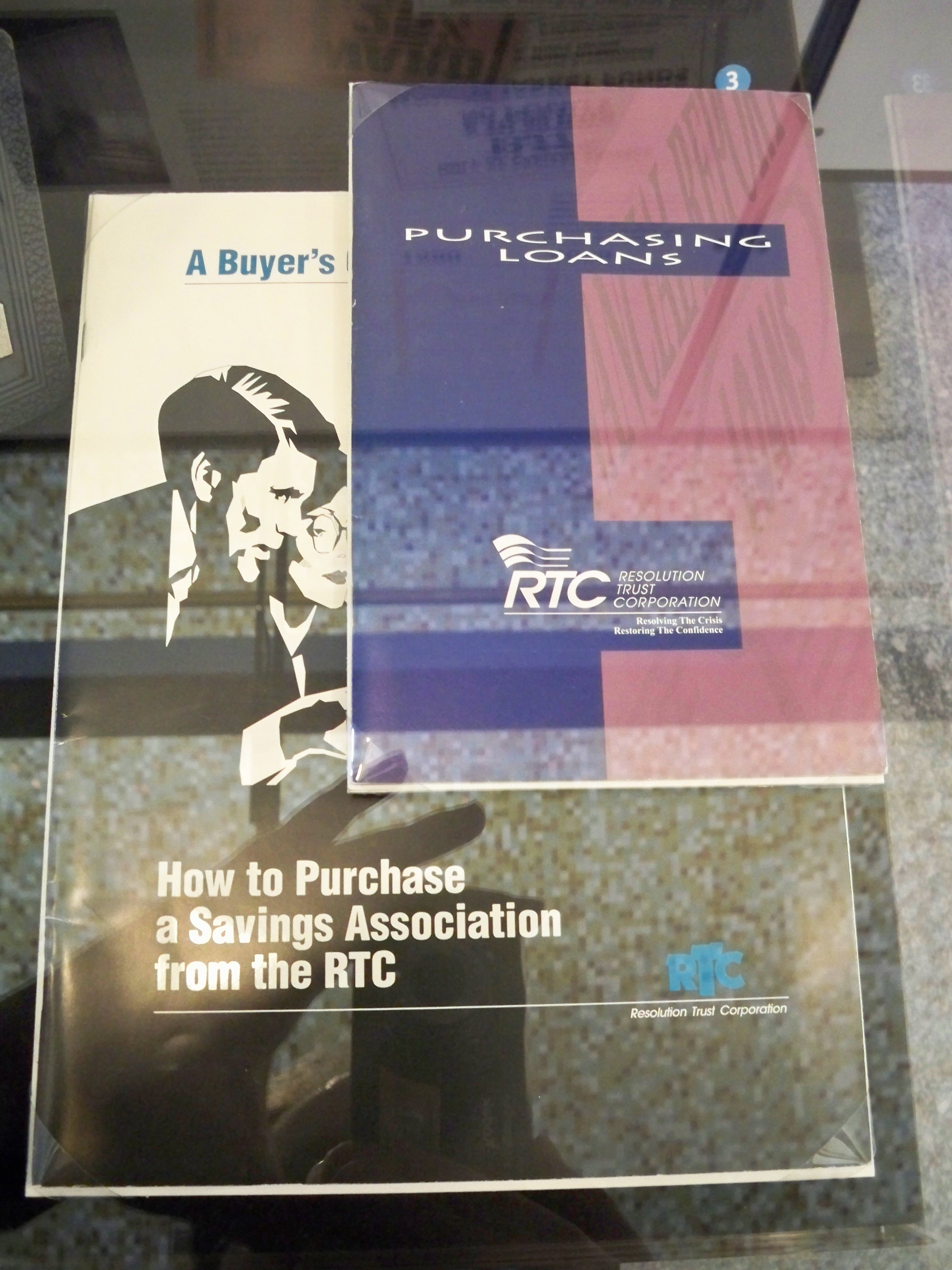
أدب RTC في معرض تاريخ شركة تأمين الودائع الفيدرالية

شركة تراست لإعادة الحلول (RTC) هي شركة لإدارة الأصول مملوكة للحكومة الأمريكية ويديرها لويس ويليام سيدمان، وتم تكليفها بتصفية الأصول، وخاصة الأصول المرتبطة بالعقارات مثل قروض الرهن العقاري، والتي كانت أصول جمعيات الادخار والقروض (S & Ls) أعلن معسرا من قبل مكتب الإشراف على الادخار (OTS) نتيجة لأزمة الادخار والقروض في 1980s. كما استحوذ على وظائف التأمين في مجلس بنك القروض الفيدرالية السابق (FHLBB).
بين عام 1989 ومنتصف عام 1995، أغلقت شركة تراست لاعادة الحلول أو حلت 747 وسيلة إنقاذ بأصول إجمالية بلغت 394 مليار دولار. تم توفير التمويل من قبل مؤسسة تمويل القرارات (REFCORP) التي لا تزال موجودة لدعم التزامات الديون التي أنشأتها لهذه الوظائف.